# Igor Budan
Igor Budan (Rijeka, 22. travnja 1980.) je hrvatski umirovljeni nogometni reprezentativac. Trenutačno je zamjenik športskog direktora Spezie nakon što je proveo godinu dana kao športski direktor Palerma.
Nakon 2 sezone u rodnoj Rijeci gdje se polako probijao do standardnog mjesta u napadu prodan je u redove talijanske Venezije. Tamo ga šalju na posudbe u Empoli i švicarsku Bellinzonu gdje se nije bitnije naigrao. 
Po povratku u Italiju kupuje ga Palermo za koji u 5 godina nije nikad zaigrao. Slan je na posudbe u Veneciju, Anconu, Atalantu i Ascoli. Kasnije jednu polovicu vlasništva nad igračem dobiva Atalanta, odakle ide na još jednu posudbu u Parmu. Tamo se uspio zadržati među prvih 11 i s vremenom postao bitan igrač kluba. Parma ga na kraju sezone 2006./07. otkupljuje i od tad uspješno nastupa u dresu tog kluba. U ljeto 2008., nakon što Parma ispada u drugu ligu, Budan prelazi u Palermo.
U reprezentativnom je dresu debitirao 7. veljače 2007. na njegovoj Kantridi protiv Norveške. Nastupio je na EURU 2008.